# 디렉토리

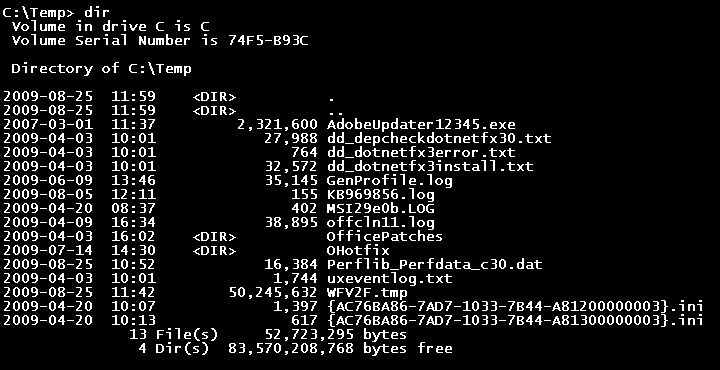
윈도우 명령 프롬프트가 디렉토리를 나열하고 있다.

디렉토리(영어: directory, 문화어: 등록부)는 컴퓨팅에서 파일을 분류하기 위해 사용하는 이름공간이다. 파일 시스템안에서 파일과 다른 하부 디렉토리들로 구성된다. 수많은 컴퓨터에서 디렉토리는 폴더(folder) 또는 카탈로그(catalog)라고도 한다. 표준국어대사전에서는 디렉터리로 등재하고 있으며, 마이크로소프트 윈도우에서는 폴더와 디렉터리라는 용어가 번갈아가며 쓰인다.
일반적인 파일 시스템은 수천 개가 넘는 디렉토리들을 가지고 있다. 같은 디렉토리에 관련 파일들이 저장되어 나열되고 관리된다. 다른 디렉토리 속의 디렉토리를 그 디렉토리의 하위 디렉토리(문화어: 보조등록부) 또는 서브 디렉토리(sub directory)라고 한다. 폴더라는 이름에서도 이와 똑같이 하위 폴더(서브 폴더)라고 한다. 더불어 디렉토리들은 계급, 곧 트리 구조를 형성한다.
하위 디렉토리 및 이에 분류되는 디렉터리 간의 관계를 기술하기 위해 부모 디렉터리와 자식 디렉터리란 용어도 사용된다.

## 개요

계층 디렉터리 트리 그림.

컴퓨터의 파일 시스템은 파일 캐비넷으로 표현될 수 있다. 여기서 높은 수준의 디렉토리들을 서랍이라고 부르고 낮은 수준의 하위 디렉토리들을 서랍 안에 있는 파일 폴더라고 부를 수 있다.
역사적으로 현대의 몇몇 임베디드 장치들에서도 파일 시스템들은 디렉토리를 전혀 지원하지 못하거나, 하위 디렉토리를 허용하지 않는 평평한 디렉토리 구조만을 가지고 있다. 파일들을 포함하는 각각의 최상위 수준의 디렉토리들의 그룹만 있을 뿐이다. 유명한 일반 계급의 파일 시스템은 유닉스에서 비롯되었다. 이러한 종류의 파일 시스템은 데니스 리치의 초기 연구의 관심이었다.
현대에, 유닉스와 같은 시스템, 특히 리눅스에서는 디렉토리 구조가 파일 시스템 계급 표준으로 정의된다. 많은 운영 체제에서 프로그램들은 연결된 현재의 작업 디렉토리를 가지고 있는데 그 속에서 프로그램들이 실행된다. 일반적으로 프로그램이 접근하는 파일 이름들은 파일 이름들이 명확한 디렉토리 이름으로 지정되지 않는다면 이 디렉토리 안에 존재할 것으로 가정한다.
몇몇의 운영 체제들은 그들의 홈 디렉토리나 프로젝트 디렉토리에 사용자들이 접근하지 못하도록 막는다. 유닉스에서 디렉토리들은 파일 형식으로 간주한다.

### 폴더의 변형

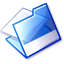
KDE에서 사용되는 폴더 아이콘의 예

사무실에서 쓰이는 파일 폴더와 유사한 이름 폴더는
맥 오에스, 맥 오에스 텐, 마이크로소프트 윈도우, BSD의 많은 환경, 리눅스와 같은 대부분의 현대 운영 체제들의 데스크톱 환경 위에서 공통으로 쓰인다.
폴더들은 겉으로는 "실생활 속에서 갖고 다니는 파일 폴더" 모양의 아이콘으로 그려져 있는 것이 보통이다.
파일 시스템 개념인 디렉토리와 그 디렉토리(폴더)에 쓰이는 그래픽 사용자 인터페이스의 변형과는 차이가 있다. 예를 들어, 마이크로소프트 윈도우는 특별한 개념의 폴더를 사용하여 컴퓨터의 내용물을 사용자가 윈도 버전 사이에서와 개별 설치 프로그램 사이에서 달라질 수 있는 절대 디렉토리 경로를 다루는 것에서 벗어나도록 하는 매우 안정된 방법으로 표현하는 것을 돕는다.

## 같이 보기
- 디렉토리 엔트리
- 파일 이름
- 작업 디렉토리
- 웹 디렉토리
- 경로